# Füle Mihály
Füle Mihály (Cegléd, 1914. február 1. – Budapest, 2005. január 7.) magyar grafikus, festő, bélyegtervező.

## Életpályája
Cegléden, majd Debrecenben tanult. 1936 és 1940 között a  Magyar Iparművészeti Főiskola hallgatója volt, mesterei Domanovszky Endre, Haranghy Jenő, Kacziány Aladár és Simay Imre voltak. Kezdetben főként zsánerképeket és portrékat festett. A második világháború után a Magyar Nemzeti Bank Pénzjegynyomdájában dolgozott. Három évtizeden át rézmetszéssel foglalkozott. Ő metszette az átmeneti 10 és 20 forintos bankjegyeket, az 1000 forintos bankjegy hátoldalát, valamint egyes külföldi bankjegyek portréit.  A Magyar Posta megbízásából rendszeresen kapott munkát különböző alkalmi– és bélyegsorozatok elkészítésére. Harminchat bélyeget metszett, százhetvenet pedig ő tervezett.
Festőként posztimpresszionista portrékat és tájképeket alkotott, főleg sződligeti műtermében.

## Főbb bélyegtervei
- 1950  - Virág (I) (sorozatból 60 fill. és 1 Ft)
- 1951 - Háziállatok (sorozatból 10, 20, 30, 70 fill.)
- 1951 - Virág (II) (sorozatból 60 fill.)
- 1952 - Moszkva (sorozat, 3 érték)
- 1954 - Rovarok (sorozat, 10 érték)
- 1954 - Gyümölcsök (sorozatból 40, 60, 80 fill., 1,50 Ft)
- 1957 - Nagy Októberi Szocialista Forradalom emlékére (III) (sorozatból 1 Ft)
- 1958 - Brüsszeli sor (sorozatból 40 fill. és 2 Ft)
- 1959 - Vívó-világbajnokság (sorozatból 1,40 Ft és 3 Ft)
- 1960 - Várak (I) (sorozat, 9 érték)
- 1960 - Bélyegbemutató (szelvényes bélyeg, Kékesi Lászlóval)
- 1960 - Felszabadulás (IV) (sorozatból 40 fill.)
- 1958 - Virág (III) (sorozat, 8 érték)
- 1958 - FIP blokk (I) (blokk)
- 1959 - Közlekedési Múzeum (sorozatból 30 fill. és 1 Ft)
- 1961 - Várak (II) (sorozat, 10 érték)
- 1962 - Az első csoportos űrrepülés (sorozatból 1 Ft)
- 1963 - A szocialista országok postaügyi minisztereinek V. értekezlete (sorozatból 30, 60 fill., 1,20 , 1,70 Ft)
- 1964 - Halasi csipke (II) (sorozat, 8 érték, Zombory Évával)
- 1964 - Erzsébet-híd blokk (10 Ft)
- 1964 - Évfordulók - események (sorozatból kétféle 60 fill. és kétféle 1 Ft)
- 1966 - Természetvédelem (I) (sorozat, 6 érték)
- 1966 - Természetvédelem (II) - (sorozat, 6 érték)
- 1966 - Évfordulók - események (sorozatól az egyik 2 Ft-os)
- 1968 - Természetvédelem (III) (sorozat, 8 érték)
- 1968 - Kerti virágok (sorozat, 8 érték)
- 1971 - Budapest 1971 (I) (sorozat, 4 érték, Zombory Évával)
- 1971 - Budapest 1971 (I) (blokk, Zombory Évával)
- 1973 - Madarak (sorozat, 8 érték)
- 1974 - 100 éves a levélborítékrajzú bélyeg (blokk, 4 X 2,50 Ft)

## Egyéni kiállításai
- Balassagyarmat • Sopron
- 1982 • Grafikai munkák, Pécs
- 1991 • Olajfestmények, Cegléd (gyűjt.)
- 1992 • Életműkiállítás, Magyar Postamúzeum

## Csoportos kiállításai (válogatás)
- 1940, 1942, 1948 • Tavaszi, Őszi és Téli tárlatok, Műcsarnok, Budapest.